# ACF Fiorentina
Az ACF Fiorentina olasz labdarúgóklubot 1926-ban alapították Firenzében. Becenevük Lilák, Violák, Liliomok.

## Történelem
A Fiorentina csapatát 1926. augusztus 26-án alapították két egyesület, a Libertas, és a Club Sportivo Firenze összeolvadásából. A klub székhelye eleinte a Via Belleniben volt, és a mára már szimbólummá vált lila mez sem találtatott ki akkor még. A kezdeti színek a piros és a fehér volt, melyek a fent említett két egylet színei is voltak egyben. 1931-ben a csapat átköltözött az addigra, Pier Luigi Nervi tervei alapján felépített, egészen a mai napig a klub otthonául szolgáló Stadio Artemio Franchiba. Az első, az új otthonban lejátszott meccsen a Fiorentina 2-1-re verte a Signa csapatát, tehát már a debütálás is jól sikerült a Franchiban. A csapat első hivatalos mérkőzését a szintén toszkán Pisa elleni 3-1-gyel jegyzik a Violák krónikásai, mely mérkőzést 1926. október 3-án játszották. Ekkortájt a klub elnöke Luigi Ridolfi volt. Az ő regnálása alatt lett tagja a firenzei klub a Serie A-nak, ahol az első meccsét Milánóban játszotta a Rossonerok ellen, ami Prendato góljával 1-1-re végződött.

### Az első trófeák: a 40-es Coppa Italia és az 56-os Scudetto
Az első trófeát a 39/40-es években nyerte a csapat. A Coppa Italia akkori kiírása szerint az első meccs éppen '39 karácsonyára esett, ám ez nem zavarta a játékosokat, 7-1-re verték a Cavagnaro, utána a 16 között a Milan ellen 1-1 illetve 5-0, végül a negyeddöntőben 4-1 a Lazio ellenében. Az elődöntőben a Juventus volt az ellenfél, 3-0-lal lépett túl ellenfelén a liliomos csapat. A június 15-i döntőn a Genova már nem okozott gondot, 1-0-val a Coppa Italia Firenzébe vándorolt.
A 40-es évek közepétől a firenzei gépezet beindult. Egyszer-egyszer bronzérmet és negyedik helyet szerzett a csapat, és két alkalommal tudott a Serie A ötödik helyén végezni. Ezt a teljesítményt 1956-ban koronázták meg, amikor is elhódították történetük első Scudettoját, ráadásul a gólkirályt is a violák adták, Virgili személyében, aki 21 gólt szerzett 30 meccsen. A következő évben pedig már BL döntőt játszottak, amit azonban a bombaformában lévő Real Madrid ellen 2-0-ra elbuktak.

### 1960-70: A második Scudetto, és 4 másik cím évtizede
Az első bajnoki cím utáni évek is sikerekben gazdagok voltak. Az 58-59-es szezonban mindmáig rekordnak számító 95 gólt rúgott a csapat, majd 1961-ben megnyerte egyetlen európai trófeaként a KEK-et, valamint Czeizler Lajos irányításával az Olasz-kupát. A svájci Luzern csapatát 9-2-es összesítéssel, majd a jugoszláv Dinamo Zágráb 4-2-es összesítéssel behódolt az ekkor már lilában futballozó firenzeieknek. A döntőben a skót Rangers csapata volt az ellenfél, akiket szintén legyőztek Firenze fiai, ezzel elhódítva a KEK serleget, annak fennállásának első évében. Ugyanebben az évben a Coppa Nazionale is ismét Firenzébe került. 65/66-ban ismét kupagyőzelem, a Laziót verték a döntőben 2-0-ra. Ekkor a Fiorentina edzője Hidegkuti Nándor volt.
A 60-as évek végén, a 68/69-es szezonban ismét ünnepelhetett Firenze. A liliomosok másodszor is Michelangelo városába vitték a Scudettot, amely sikerben nagy szerepe volt a 14 gólt szerző Maraschinak és természetesen Superchinek, Ferrantenak, és De Sistinek, akik szintén a góllövőlista élmezőnyében végeztek.

### A 80-as évek
A 80-as években a klubot a Pontello család vette meg. Gazdaságilag rendben volt a csapat, azonban újabb bajnoki cím nem született, annak ellenére, hogy a 80/81-es bajnokságban az utolsó fordulóban bukta el a Juventus ellenében története harmadik Scudettoját a Fiorentina. Pár évre rá harmadik lett a csapat. Ebben az időszakban került Firenzébe a klub történetének egyik nagy legendája, Roberto Baggio, aki annak ellenére, hogy 91-ben elment, belül mindmáig Viola maradt.

### A 90-es évek, a Cecchi-Gori éra
A 90-es években újabb csillag született Firenzében. Az argentin csatárcsillag, Gabriel Omar Batistuta 91-ben Roby Baggio pótlására érkezett, és egészen 2000-ig a klub játékosa volt. Mellette a csapatot olyan játékosok erősítették ebben az évtizedben, mint Francesco Toldo, Manuel Rui Costa, Jörg Heinrich, Moreno Torricelli, Angelo di Livio, Edmundo, Nuno Gomez. Ebben az évtizedben a firenzeiek kivívták a BEK utódjának a Bajnokok Ligájának főtáblájára jutást. Itt sem maradtak el a sikerek. Olyan csapatokat győzött le a Fiorentina mint az Arsenal a Wembleyben, vagy éppen a Barcelona, a Franchiban. Azonban semmi sem fenékig tejfel, tartja a mondás. 2001-ben komoly gondok jelentkeztek a klub pénzügyeiben. A több más üzletébe belebukó tulajdonos, a maffiózó és homoszexuális Vittorio Cecchi-Gori, akit többszörösen körözött bűnözőként 2008-ban tartóztatták le Rómában, a Fiorentinából vette ki a pénzét, hogy egyéb maffia-adósságait törlessze. Ennek következtében a játékosoknak nem tudtak fizetést adni, és mindennek a tetejébe, következményképpen a csapat kiesett a Serie A-ból. Ha ez nem lett volna elég, még felszámolási eljárás is indult a klub ellen, minek végén megszűnt a 76 éve fennálló patinás klub.

### Az új korszak, a Della Valle testvérek
Ekkor jött a firenzei Della Valle testvérpár, Diego és Andrea, akik kezükbe vették a dolgokat, és a Fiorentina romjain létrehozták a Florentia Viola elnevezésű csapatot, amely azonban nem volt jogutódja a Fiorentinának. A csapatot csak a negyedosztályban, a Serie C-2-ben engedték indulni, ami sikeresen meg is nyert. Az osztálybővítések miatt, és nem kis szerencse segítségével a következő évben nem a Serie C-1-ben, hanem rögtön a másodosztályból a Serie B-ből indultak a violák. Itt a szintén új feljutási rendszernek köszönhetően első évben kivívták a Serie A tagságot. Ekkor már 2004-et írtunk. Első „újkori” elsőosztályú versengésében a lila csapat nem kis szerencsével maradt bent a Serie A-ban, miután az utolsó fordulóban 3-0-ra verte hazai pályán a Bresciát és hármas holtversenyben jobbnak bizonyult két vetélytársánál.
A 2005/06-os bajnokságban már-már régi önmagát idézően játszott a csapat, és célba vették a régi szép idők emlékére Európát. A végül 4. helyen végzett klub belekerült a bundabotrányba. A csapatot első fokon a másodosztályba száműzték, másodfokon visszatették az első ligába, ahonnan 19 pontos hátrányról kellett elstartolnia, ám ezt az Olasz Olimpiai Bizottság (CONI) 4 ponttal csökkentette, így a végleges büntetés, tekintve a vezetőség elállt a per polgári úton történő folytatásától, 15 pont lett. A pontlevonás ellenére is a csapat a 2006/2007-es szezont az 5. helyen fejezte be, amely feljogosította a következő évi UEFA-kupában való indulásra. A 2007/2008-as szezonban az UEFA-kupa elődöntőjében tizenegyes párbajban maradtak alul a Glasgow Rangerssel szemben. A bajnokságban pedig az AC Milant megelőzve a 4. helyen végeztek, ami Bajnokok Ligája selejtezőre jogosította fel a firenzei alakulatot, ahol azonban a csoportkörben kiestek.

## Sikerlista

### Hazai
- 2-szeres olasz bajnok: 1955-56, 1968-69
- 3-szoros olasz másodosztályú bajnok: 1930-31, 1938-39, 1993-94
- 1-szeres olasz negyedosztályú bajnok: 2002-03
- 6-szoros Coppa Italia győztes: 1939-40, 1960-61, 1965-66, 1974-75, 1995-96, 2000-01
- 1-szeres Supercoppa Italiana győztes: 1996

### Nemzetközi
- 1-szeres KEK-győztes: 1960-61

### Egyéb
- 1-szeres Angol-olasz Kupa győztes: 1975
- 1-szeres Mitropa Kupa győztes: 1966
- 1-szeres Grasshoppers Kupa győztes:  1957

## Jelenlegi keret
Utolsó módosítás: 2024. október 1.
A vastaggal jelzett játékosok felnőtt válogatottsággal rendelkeznek.
A dőlttel jelzett játékosok kölcsönben szerepelnek a klubnál.
| Mezszám                | Név                   | Nemzetiség       | Születési hely         | Születési idő (kor)            | Korábbi csapat                        | Érték (€)  | Szerződés lejárta |
| Kapusok                | Kapusok               | Kapusok          | Kapusok                | Kapusok                        | Kapusok                               | Kapusok    | Kapusok           |
| ---------------------- | --------------------- | ---------------- | ---------------------- | ------------------------------ | ------------------------------------- | ---------- | ----------------- |
| 1                      | Pietro Terracciano    | olasz            | San Felice a Cancello  | 1990. március 8. (35 éves)     | Empoli FC                             | 2 000 000  | 2025.06.30.       |
| 43                     | David de Gea          | spanyol          | Madrid                 | 1990. november 7. (34 éves)    | Szabad ügynök ( Manchester United FC) | 5 000 000  | 2025.06.30.       |
| 53                     | Oliver Christensen    | dán              | Kerteminde             | 1999. március 22. (26 éves)    | Hertha BSC                            | 1 800 000  | 2028.06.30.       |
| Védők                  |                       |                  |                        |                                |                                       |            |                   |
| 2                      | Dodô                  | BRA              | Taubaté                | 1998. november 17. (26 éves)   | FK Sahtar Doneck                      | 17 000 000 | 2027.06.30.       |
| 3                      | Cristiano Biraghi     | olasz            | Cernusco sul Naviglio  | 1992. szeptember 1. (32 éves)  | Delfino Pescara 1936                  | 3 500 000  | 2024.06.30.       |
| 5                      | Marin Pongračić       | CRO · német      | Landshut               | 1997. szeptember 11. (27 éves) | US Lecce                              | 10 000 000 | 2029.06.30        |
| 6                      | Luca Ranieri          | olasz            | La Spezia              | 1999. április 23. (25 éves)    | Utánpótlásból került fel              | 8 000 000  | 2028.06.30.       |
| 15                     | Pietro Comuzzo        | olasz            | San Daniele del Friuli | 2005. február 20. (20 éves)    | Utánpótlásból került fel              | 4 000 000  | 2028.06.30.       |
| 21                     | Robin Gosens          | német            | Emmerich am Rhein      | 1994. július 5. (30 éves)      | 1. FC Union Berlin                    | 8 000 000  | 2025.06.30.       |
| 22                     | Matias Moreno         | ARG              | Córdoba                | 2003. szeptember 24. (21 éves) | Belgrano AC                           | 4 000 000  | 2029.06.30.       |
| 28                     | Lucas Martínez Quarta | ARG · olasz      | Mar del Plata          | 1996. május 10. (28 éves)      | CA River Plate                        | 13 000 000 | 2028.06.30.       |
| 33                     | Michael Kayode        | olasz · NGA      | Borgomanero            | 2004. július 10. (20 éves)     | Utánpótlásból került fel              | 22 000 000 | 2028.06.30.       |
| 65                     | Fabiano Parisi        | olasz            | Solofra                | 2000. november 9. (24 éves)    | Empoli FC                             | 7 500 000  | 2028.06.30.       |
| Középpályások          |                       |                  |                        |                                |                                       |            |                   |
| 4                      | Edoardo Bove          | olasz            | Róma                   | 2002. május 16. (22 éves)      | AS Roma                               | 14 000 000 | 2025.06.30.       |
| 8                      | Rolando Mandragora    | olasz            | Nápoly                 | 1997. június 29. (27 éves)     | Torino FC                             | 8 500 000  | 2026.06.30.       |
| 23                     | Andrea Colpani        | olasz            | Brescia                | 1999. május 11. (25 éves)      | AC Monza                              | 16 000 000 | 2025.06.30.       |
| 24                     | Amir Richardson       | MAR · francia    | Nizza                  | 2002. január 24. (23 éves)     | Stade de Reims                        | 10 000 000 | 2024.06.30.       |
| 29                     | Yacine Adli           | francia · ALG    | Vitry-sur-Seine        | 2000. július 29. (24 éves)     | FC Girondins de Bordeaux              | 12 000 000 | 2025.06.30.       |
| 32                     | Danilo Cataldi        | olasz            | Róma                   | 1994. augusztus 6. (30 éves)   | SS Lazio                              | 4 000 000  | 2025.06.30.       |
| Támadók                |                       |                  |                        |                                |                                       |            |                   |
| 7                      | Riccardo Sottil       | olasz            | Torino                 | 1999. június 3. (25 éves)      | Utánpótlásból került fel              | 6 000 000  | 2026.06.30.       |
| 9                      | Lucas Beltrán         | ARG              | Córdoba                | 2001. március 29. (23 éves)    | CA River Plate                        | 16 000 000 | 2028.06.30.       |
| 10                     | Albert Guðmundsson    | ISL              | Reykjavík              | 1997. június 15. (27 éves)     | Genoa CFC                             | 30 000 000 | 2025.06.30.       |
| 11                     | Jonathan Ikoné        | FRA · COD        | Bondy                  | 1998. május 2. (26 éves)       | Lille OSC                             | 10 000 000 | 2026.06.30.       |
| 20                     | Moise Kean            | olasz · CIV      | Vercelli               | 2000. február 28. (25 éves)    | Juventus FC                           | 18 000 000 | 2029.06.30.       |
| 99                     | Christian Kouamé      | CIV · olasz      | Abidjan                | 1997. december 6. (27 éves)    | Genoa CFC                             | 7 500 000  | 2027.06.30.       |
| Kölcsönadott játékosok |                       |                  |                        |                                |                                       |            |                   |
| Név                    | Poszt                 | Nemzetiség       | Születési hely         | Születési idő                  | Kölcsönben itt                        | Érték (€)  | Kölcsön lejárta   |
| Christian Biagetti     | védő                  | olasz            | Grosetto               | 2004. március 10. (21 éves)    | Pro Vercelli                          | 150 000    | 2025.06.30        |
| Eduard Duțu            | védő                  | román            | Róma                   | 2001. április 18. (23 éves)    | AS Pineto Calcui                      | 50 000     | 2025.06.30.       |
| Dimo Krastev           | védő                  | bolgár           | Burgasz                | 2003. február 10. (22 éves)    | Ternana Calcio                        | 150 000    | 2025.06.30.       |
| Edoardo Pierozzi       | védő                  | olasz            | Firenze                | 2001. szeptember 12. (23 éves) | Delfino Pescara 1936                  | 200 000    | 2025.06.30.       |
| Gabriele Ferrarini     | védő                  | olasz            | La Spezia              | 2000. április 9. (24 éves)     | Feralpisalò                           | 550 000    | 2024.06.30.       |
| Davide Gentile         | védő                  | olasz            | Nápoly                 | 2003. december 19. (21 éves)   | US Fiorenzuola 1922 SS                | 150 000    | 2024.06.30.       |
| Lorenzo Lucchesi       | védő                  | olasz            | Firenze                | 2003. május 9. (21 éves)       | AC Reggiana 1918                      | ?          | 2025.06.30.       |
| Edoardo Pierozzi       | védő                  | olasz            | Firenze                | 2001. szeptember 12. (23 éves) | Delfina Pescara 1936                  | 200 000    | 2025.06.30        |
| Bruno Prati            | védő                  | olasz · CIV      |                        | 2002. október 1. (22 éves)     | AC Prato                              | 50 000     | 2025.06.30.       |
| Emanuele Sichi         | középpályás           | olasz            | Pistola                | 2005. november 21. (19 éves)   | Tau                                   | 150 000    | 2025.06.30.       |
| Lorenzo Amatucci       | középpályás           | olasz            | Arezzo                 | 2004. február 5. (21 éves)     | US Salernitana 1919                   | 2 500 000  | 2025.06.30.       |
| Szofjan Amrabat        | középpályás           | MOR · NED        | Huizen                 | 1996. augusztus 21. (28 éves)  | Fenerbahçe SK                         | 25 000 000 | 2025.06.30.       |
| Antonín Barák          | középpályás           | cseh             | Příbram                | 1994. december 3. (30 éves)    | Kasımpaşa SK                          | 3 900 000  | 2025.06.30.       |
| Alessandro Bianco      | középpályás           | olasz            | Torino                 | 2002. október 1. (22 éves)     | AC Monza                              | 2 500 000  | 2025.06.30.       |
| Constantino Favasuli   | középpályás           | olasz            | Reggio Calabria        | 2004. április 26. (20 éves)    | Ternana Calcio                        | 450 000    | 2025.06.30.       |
| Niccolò Fortini        | középpályás           | olasz            | Camaiore               | 2006. február 3. (19 éves)     | SS Juve Stabia                        | 1 000 000  | 2025.06.30.       |
| Gino Infantini         | középpályás           | ARG · olasz      | Camaiore               | 2006. február 3. (19 éves)     | El-Ajn FC                             | 3 000 000  | 2025.06.30.       |
| Niccolò Nardi          | középpályás           | olasz            | Bagno a Ripolo         | 2004. június 28. (20 éves)     | AC Carpi                              | 150 000    | 2025.06.30.       |
| Lorenzo Vigiani        | védő                  | olasz            |                        | 2004. január 6. (21 éves)      | Pro Vercelli                          | 50 000     | 2025.06.30        |
| Josip Brekalo          | támadó                | CRO              | Zágráb                 | 1998. június 23. (26 éves)     | Kasımpaşa SK                          | 1 400 000  | 2025.06.30.       |
| Eljon Toçi             | támadó                | albán            | Dibër                  | 2003. január 9. (22 éves)      | Aurora Pro Patria 1919                | 100 000    | 2025.06.30.       |
| Filippo Distefano      | támadó                | olasz            | Camaiore               | 2003. augusztus 28. (21 éves)  | Frosinone Calcio                      | 600 000    | 2025.06.30.       |
| Filippo Distefano      | támadó                | olasz            | Nápoly                 | 2003. augusztus 28. (21 éves)  | Frosinone Calcio                      | 1 800 000  | 2025.06.30.       |
| Filippo Guidobaldi     | támadó                | olasz            | Offagna                | 2004. október 5. (20 éves)     | L'Aquila 1927                         | 50 000     | 2025.06.30.       |
| Nico González          | támadó                | ARG              | Belén de Escobar       | 1998. április 6. (26 éves)     | Juventus FC                           | 50 000     | 2025.06.30.       |
| M'Bala Nzola           | támadó                | Angola · francia | Camaiore               | 2003. augusztus 28. (21 éves)  | RC Lens                               | 7 000 000  | 2025.06.30.       |
| Fallou Sene            | támadó                | SEN              | Khombole               | 2004. augusztus 21. (20 éves)  | Frosinone Calcio                      | 200 000    | 2025.06.30.       |
| Abdelhamíd Szábírí     | támadó                | MOR · német      | Gúlmima                | 1996. november 28. (28 éves)   | Adzsman Club                          | 2 200 000  | 2025.06.30.       |

## Híres játékosok
- Roberto Baggio
- Gabriel Omar Batistuta
- Manuel César Rui Costa
- Luca Toni
- Pietro Vierchowod
- Hidetoshi Nakata
- Luis Oliveira
- Predrag Mijatovic
- Francesco Toldo
- Angelo Di Livio
- Lorenzo Amoruso
- Enrico Chiesa
- Christian Rigano
- Andrei Kanchelskis
- Adriano (kölcsönben)
- Dunga
- Moreno Torricelli
- Stefan Effenberg
- Jörg Heinrich
- Nuno Gomes
- Brian Laudrup
- Stefan Schwarz
- Andrea Orlandini
- Celeste Pin
- Claudio Merlo
- Giancarlo Antognoni
- Sócrates
- Gunnar Gren
- Julinho
- Kurt Hamrin
- Tomáš Ujfaluši
- Adrian Mutu

## Visszavonultatott mezszámok
- 13  – 2018-ban Davide Astori halála miatt